# Peece.TV
Peece.TV（ピース・ティヴィ） は株式会社インフォシティが開発しているメディアプレーヤーである。

## 概要
動画データを管理する“Peece Navi”と動画を再生する“Peece Player”の2つのプログラムで構成される無料のメディアプレーヤーである。
Peece.TV に内蔵されたネット動画検索サイト“Peece.Net”を利用すると、YouTubeやニコニコ動画、veohなどの動画投稿サイトからキーワードで動画ファイルを一括検索でき、 “Peece.TV”のライブラリに保存することができる。

## 機能
インターネット上の動画ファイル（ストリーミング動画、およびダウンロード動画）や、パソコン内にある動画ファイルを“Peece.TV”のライブラリにインポートして管理することができる。その際に複数の動画ファイルを1つのコンテンツとしてまとめたり、複数のコンテンツを1つのシリーズとして登録することができる。また、複数のファイルに分割された動画の整理や、ユーザが定義したシリーズに登録した動画を分類し、それらを連続して再生することが可能である。その他に動画を任意の位置から再生できるブックマーク機能や、画面の比率やトリミング方法を変換する画像調整機能、動画データに関連したWebページを表示するWebリンク機能などを搭載している。